# L'obésité est-elle une fatalité ?
Pour plus de détails, voir Fiche technique et Distribution.
L’obésité est-elle une fatalité ?,  est un web-documentaire réalisé par Samuel Bollendorff et Olivia Colo et produit par Arnaud Dressen. Ce documentaire interactif aborde le sujet de l’obésité dans le monde en proposant à l'internaute de mener sa propre enquête afin de comprendre en quoi la globalisation et la standardisation des styles de vie peut modifier les habitudes alimentaires.

## Distinctions

### Récompenses
- Prix Europa 2009 - mention spéciale du jury
- Sheffield Doc/Fest 2009 - Innovation Award[4]

### Sélections
- IDFA Doclab, Amsterdam (novembre 2008)
- Festival des 4 Ecrans, Paris (octobre 2009)[5]
- European Doc Days, Turin